# 姚记炒肝店
39°56′22″N 116°23′26″E / 39.939557°N 116.390417°E

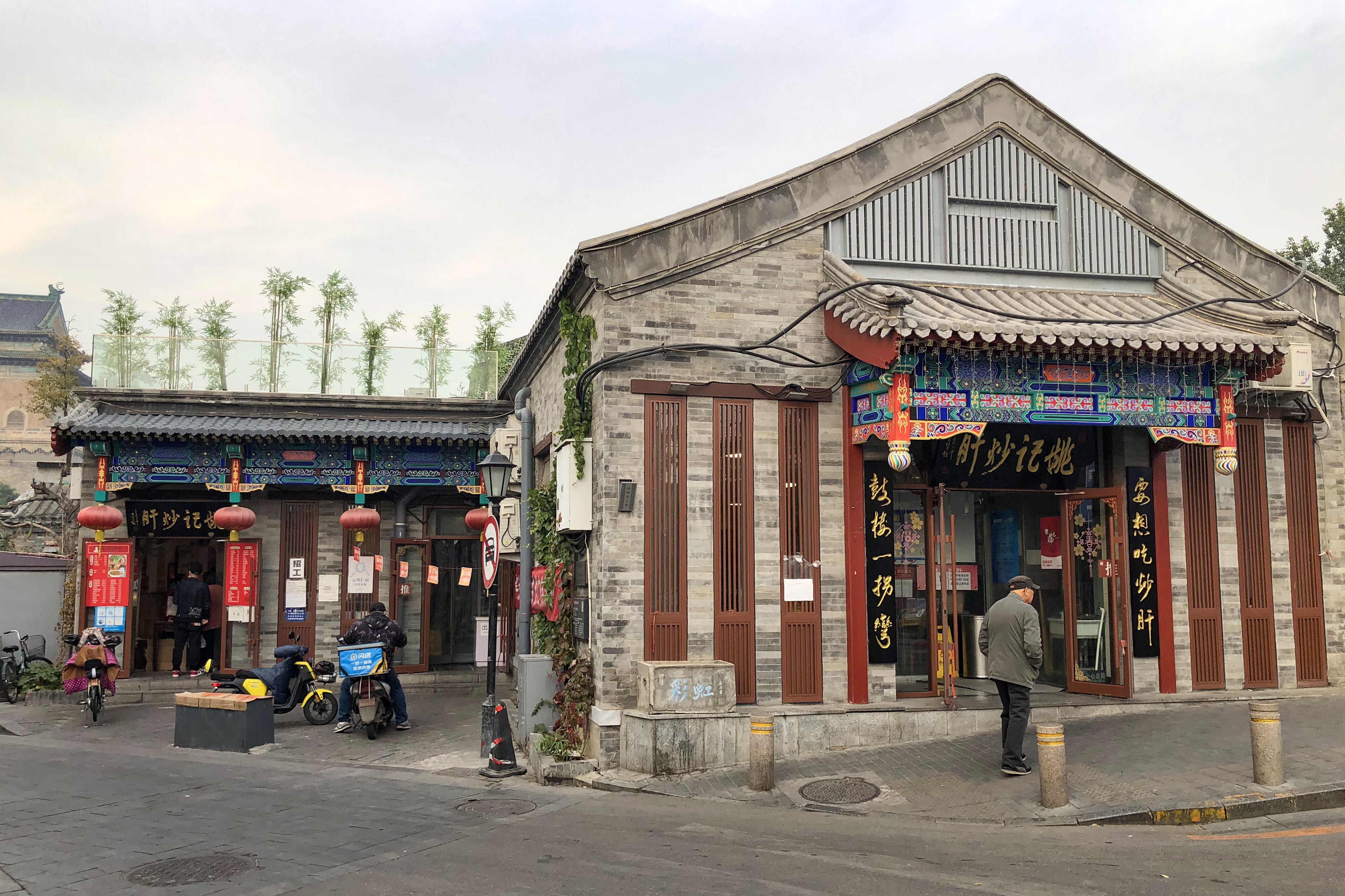
姚记炒肝店（2020年11月）

姚记炒肝店是北京市的一家主营炒肝等北京特色小吃的饭馆。姚记炒肝店鼓楼店位于北京市东城区鼓楼东大街311号。

## 简介
姚记炒肝店的创始人是姚墨先，他在中华人民共和国成立之后从哈尔滨来到北京工作，一直居住在北京鼓楼前。1989年，76岁的姚墨先见北京市民吃早点难，其中蕴含商机，便由电焊生意转行开办早点铺。当时，姚家人不会做炒肝，便外请师傅，家人也跟着师傅学，边学习边改进，形成了自家特色。
1990年代，姚记炒肝店主要作为周边居民的早点铺，外来食客很少。但随着什刹海地区旅游升温，姚记炒肝店也逐渐知名，生意日佳，店面也从原来的鼓楼东大街距离鼓楼较远处迁至紧邻鼓楼东侧，门牌号为鼓楼东大街311号。
姚墨先逝世后，姚记炒肝店传给其女儿姚燕。到2011年时，姚记炒肝店已经主要由姚燕的侄子姚龙经营。姚龙作为姚记炒肝店第三代传人，本身是厨师，曾经在饭店当过行政总厨，接手姚记炒肝店之后，正好学以致用。除了上述位于鼓楼东侧的姚记炒肝店鼓楼店之外，2011年之后，姚记炒肝店还在北京市开了数家分店。
2011年8月18日，来华访问的美国副总统拜登在新任美国驻华大使骆家辉的陪同下，来到姚记炒肝店鼓楼店就餐，拜登没有点炒肝、卤煮火烧等该店特色食品，而是点了五碗炸酱面。拜登当选总统后，大批游客前往姚记炒肝店就餐。